# Slam Bradley
Samuel Emerson "Slam" Bradley é um personagem fictício dos quadrinhos da DC Comics. Ele é um detetive particular que existe no Universo DC. Criado por Jerry Siegel e Joe Shuster (os autores de Superman), o personagem é durão e briguento, que ama mulheres bonitas e bebida. Slam foi um dos primeiros astros de Detective Comics, estreando no número #1 (março de 1937) um ano antes de Superman e dois antes de Batman que viria a se tornar o "dono" da revista.
Bradley foi, provavelmente, o primeiro personagem da DC Comics publicado no Brasil, tendo aparecido no país pela primeira vez na revista Mirim #4 em 1937.

## Biografia ficcional
Trabalhando inicialmente em Cleveland, depois se transferiu para Nova Iorque. Seu parceiro era "Shorty" Morgan (conhecido como "Mindinho" no Brasil, devido a baixa estatura) e as aventuras eram bem humoradas e com muita ação. A dupla se disfarçava de vários profissionais diferentes para investigarem os criminosos.
As aventuras de Bradley continuaram na revista mesmo após a estreia de Batman no número #27, atravessaram o período da Segunda Guerra Mundial e continuaram depois. A última aventura foi na revista Detective Comics #152 (outubro de 1949). As aventuras foram substituídas pelas de Roy Raymond, TV Detective.
Bradley não apareceria mais de modo significativo pelos próximos 32 anos e seu parceiro Morgan sumiu completamente.
A primeira aparição de Slam Bradley após a última história em Detective Comics de 1949 foi no número 500 da mesma revista, datada de março de 1981. Bradley (com cabelos grisalhos) está na história "The Too Many Crooks...Caper!", sobre um colega detetive que foi assassinado; na aventura participam outros detetives da D.C: Jason Bard; Pow Wow Smith; Roy Raymond; Alvo Humano e Mysto, detetive mágico.
Slam retornou em Detective Comics #572 (aniversário de 50 anos da revista), ao lado de um time que tinha Batman, Robin, Homem Elástico e Sherlock Holmes.
Nos anos de 1990 ele apareceu em alguns títulos do Superman, trabalhando para a Polícia de  Metrópolis. Contudo, essa encarnação teve vida curta. Quando um veterano Slam Bradley reapareceu em Detective Comics, foi explicado que o personagem de Metrópolis era Slam Bradley Jr.
Um irmão de Slam chamado Biff apareceu em minissérie de 1998 de Tim Truman chamada The Guns of the Dragon, ambientada nos anos de 1920. Nessa história Bradley é aliado de versões envelhecidas de Bat Lash e Ás Inimigo numa aventura na Ilha Dinossauro. Biff sacrificou-se para parar o vilão Vandal Savage.
Em 2001, Bradley retornou para Detective Comics com aventuras escritas por Ed Brubaker e ilustradas por Darwyn Cooke, na aventura de quatro partes "Julgamento da Mulher-Gato" (revistas Detective Comics #759-762). Bradley investiga a morte de Selina Kyle. Nessa encarnação o personagem é um ex-policial que trabalhara nos anos de 1950, sempre em Gotham City (ao contrário dos anteriores que viveram em Cleveland, Nova Iorque e Metrópolis).
Após Detective Comics #762, Bradley se torna um coadjuvante das aventuras da Mulher-Gato. Revela que tinha um filho, Sam Bradley Jr., policial de Gotham City. Sam Jr. e Selina Kyle tiveram uma relação amorosa da qual nasceu Helena Kyle, a filha de Selina.
O personagem aparece em DC: The New Frontier (2003/2004) como um detetive particular companheiro do detetive John Jones (Caçador de Marte).
Slam aparece em Solo #5 de Darwyn Cooke.
Sua mais recente aventura foi num flashback da história "Heart of Hush", quando foi o detetive que investigou o assassinato do pai de Thomas Elliot.

## Adaptações
"Slam" Bradley aparece na animação diretamente para vídeo chamada Justice League: The New Frontier, baseada na minissérie de Darwyn Cooke DC: The New Frontier. Na história ele é parceiro do Caçador de Marte e ajuda no salvamento de um menino. O dublador do personagem é Jim Meskimen.